# Luisana Melo
Luisana Melo es una política venezolana. Melo tiene un diplomado en seguridad social. Para 2008 trabajaba como secretaria de salud del Hospital Vargas, adscrito a la Alcaldía del Distrito Metropolitano de Caracas. El 6 de enero de 2016 fue designada por el presidente Nicolás Maduro como nueva ministra de salud de Venezuela; Melo sustituyó a Henry Vera en la posición, quien no llegó a cumplir el año en el cargo y desde el mismo momento fue como nombrado presidente de la Misión Barrio Adentro, enfocada en ofrecer servicios de salud en sectores populares. Fue sucedida por Antonieta Caporale.